# جولیان سندز
جولیان ریچارد مارلی سَندز (انگلیسی: Julian Richard Morley Sands)؛ ۴ ژانویه ۱۹۵۸ – حدود ۱۳ ژانویه ۲۰۲۳) بازیگر انگلیسی بود. او برای بازی در نقش اصلی اتاقی با یک چشم‌انداز (۱۹۸۵) مشهور بود.
او در ۱۳ ژانویه ۲۰۲۳ ناپدید شد و جسد او در ۲۴ ژوئن ۲۰۲۳ پیدا شد.

## گزیدهٔ نقش‌آفرینی‌ها

### سینما
- میدان‌های کشتار (۱۹۸۴)
- بلوز آکسفورد (۱۹۸۴)
- دکتر و شیاطین (۱۹۸۵)
- اتاقی با یک چشم‌انداز (۱۹۸۵)
- گوتیک (۱۹۸۶)
- خواب نیمروزی (۱۹۸۷)
- هر کجا که باشی (۱۹۸۸)
- وارلاک (۱۹۸۹)
- خورشید در شب (۱۹۹۰)
- هراس از عنکبوت (۱۹۹۰)
- بداهه (۱۹۹۱)
- ناهار عریان (۱۹۹۱)
- وارلاک: آرماگدون (۱۹۹۳)
- هلنای مشت‌زن (۱۹۹۳)
- ترک لاس وگاس (۱۹۹۵)
- رابطه یک‌شبه (۱۹۹۷)
- شبح اپرا (۱۹۹۸)
- تایم‌کد (۲۰۰۰)
- وتل (۲۰۰۰)
- هتل میلیون‌دلاری (۲۰۰۰)
- مدالیون (۲۰۰۳)
- روماسانتا (۲۰۰۴)
- سیزده یار اوشن (۲۰۰۷)
- دروازه ستارگان: صندوقچه حقیقت (۲۰۰۸)
- خون و استخوان (۲۰۰۹)
- دختری با خالکوبی اژدها (۲۰۱۱)
- تعلیق کفر (۲۰۱۲)
- همه چیزها به همه مردان (۲۰۱۳)
- سزار چاوز (۲۰۱۴)
- خانه شوم (۲۰۱۷)
- باغ مه عصر (۲۰۱۹)
- پرنده رنگین (۲۰۱۹)
- سر ورجه وورجه‌ای (۲۰۲۰)
- نیایش (۲۰۲۱)
- سنکا (۲۰۲۳)

### تلویزیون
- نمایش امروز (۱۹۸۲)
- خورشید همچنان می‌درخشد (۱۹۸۴)
- ناپلئون (۲۰۰۲)
- واژه ال (۲۰۰۴)
- دروازه ستارگان اس‌جی-۱ (۲۰۰۵)
- ۲۴ (فصل ۵) (۲۰۰۶)
- مارپل آگاتا کریستی (۲۰۰۷)
- اسمالویل (۲۰۰۹–۲۰۱۰)
- کسل (۲۰۱۰)
- مظنون (۲۰۱۲)
- دکستر (۲۰۱۳)
- بانشی (۲۰۱۴)
- استخوان ضربدری (۲۰۱۴)
- گاتهام (۲۰۱۵)
- مدیچی (۲۰۱۸)
- فهرست سیاه (۲۰۱۸)
- ابتدایی (۲۰۱۸)
- چه می‌شود/اگر (۲۰۱۹)

## ناپدیدی
سندز که یک کوهنورد مصمم بود، در ۱۳ ژانویه ۲۰۲۳، هنگام پیاده‌گردی در کوه بالدی در کالیفرنیا، که جزئی از رشته‌کوه‌های سن گابریل در شمال شرقی لس آنجلس است، ناپدید شد. تا این تاریخ (۱۵ فوریهٔ ۲۰۲۳) اثری از او نیست و پلیس در حال بررسی و جستجو برای یافتن مکان احتمالی اوست. این تحقیق به دلیل طوفان‌های شدیدی که اندکی پس از ناپدید شدن سندز رخ داد، دچار مشکل شد. ماشین او در ۱۸ ژانویه پیدا شده بود. در ۱۹ ژانویه، گزارش شد که سه فرزند بزرگسال او به جست‌وجوی زمینی برای پدرشان پیوسته‌اند، پسرش هنری به همراه یک کوهنورد باتجربه مسیری را که گمان می‌رود پدرش طی کرده است، دنبال می‌کند. بر اساس گزارش‌ها، آخرین بار تلفن همراه سندز از طریق پینگ در ۱۵ ژانویه ردیابی شد، اما پس از این تاریخ دیگر پینگ نشد، که نشان می‌دهد شارژ آن تمام شده است.
در همان هنگام که سندز ناپدید شد، اعتقاد بر این بود که وی در حال عبور از مسیر سیرک یخچالی بالدی بول است، «که به ارتفاع ۱٬۲۰۰ متری از ۷٫۲ کیلومتری بالاترین قله در کوه‌های سن گابریل صعود می‌رسد.» گزارش‌ها حاکی از وجود «شواهدی از سقوط بهمن» در منطقه است. یکی از مسئولان کلانتری شهرستان سن برناردینو تأیید کرد که: «جستجوی هوایی در حال از سرگیری است، اما به دلیل شرایط یخبندان و خطر سقوط بهمن هنوز نتوانسته‌ایم جستجوی زمینی را از سر بگیریم.» طی بیانیه‌ای در یازدهمین روز پس از ناپدید شدن سندز، خانوادهٔ او از «تیم‌های جستجوگر قهرمان» و تلاش آنها «در زمین و هوا برای بازگرداندن جولیان به خانه» تمجید و تشکر کردند.
یکی از برادران سندز به نام «نیک» گفته است که: «من این حقیقت را پذیرفته‌ام که او مُرده است و اینگونه با قضیه کنار آمده‌ام.»
در تاریخ ۱۹ ژوئن ۲۰۲۳، پنج ماه پس از ناپدید شدن سندز، SBSD یک اعلان و به روزرسانی رسمی به اطلاعات عمومی ارائه کرد که بیان می‌کرد بیش از ۸۰ عضو تیم جستجو و نجات در تاریخ ۱۷ ژوئن به مناطق دورافتاده‌ای در سراسر کوه بالدی فرود آمده بودند تا به دنبال سندز بگردند. این اعلان بیان می‌کند که از ژانویه تاکنون هشت عملیات رسمی جستجو برای یافتن سندز صورت گرفته است که بیش از ۵۰۰ ساعت جستجوی داوطلبانه را پشت سر گذاشته است. خانواده‌اش اظهارنامه‌ای منتشر کرد که اولین بار پس از ناپدید شدن او بوده و در آن آمده است: «ما همچنان در قلب‌هایمان به یاد جولیان با خاطرات روشن از او به عنوان یک پدر فوق‌العاده، شوهر، کاوشگر، عاشق طبیعت و هنر و همچنین به عنوان یک هنرپیشه اصیل و همکار از او می‌نگریم».
در ۲۴ ژوئن، بقایای یک انسان توسط کوهنوردان در منطقه ای که سندز ناپدید شده بود، پیدا شد. در ۲۷ ژوئن ۲۰۲۳ بقایای کشف شده به عنوان بقایای سندز مثبت اعلام شد.